# Чакаєв Ахмед Османович
Ахмед Османович Чакаєв (рос. Ахмед Османович Чакаев; нар. 21 березня 1987, Хасав'юрт, Дагестанська АРСР, РРФСР, СРСР) — російський борець вільного стилю, дворазовий бронзовий призер чемпіонатів світу, срібний призер чемпіонату Європи, бронзовий призер Європейських ігор. Майстер спорту міжнародного класу з вільної боротьби. За національністю — чеченець.

## Життєпис
Боротьбою почав займатися з 2002 року. Перший тренер — Теждин Гусейнов. Також допомагав Ахмед в освоєнні техніки боротьби, ділився з ним досвідом син тренера Зелімхан Гусейнов.
Виступає за СДЮШОР імені Шаміля Умаханова, Хасав'юрт. Тренери — Магомед Гусейнов, Жаа Умаров. Бронзовий призер чемпіонатів Росії 2014, 2015 і 2018 років.
У збірній команді Росії з 2009 року.

## Спортивні результати на міжнародних змаганнях

### Виступи на Чемпіонатах світу
| Змагання                        | Збірна | Вагова категорія          | Місце  |
| ------------------------------- | ------ | ------------------------- | ------ |
| Чемпіонат світу з боротьби 2016 | Росія  | вільна боротьба, до 61 кг | Бронза |
| Чемпіонат світу з боротьби 2018 | Росія  | вільна боротьба, до 65 кг | Бронза |

### Виступи на Чемпіонатах Європи
| Змагання                         | Збірна | Вагова категорія          | Місце  |
| -------------------------------- | ------ | ------------------------- | ------ |
| Чемпіонат Європи з боротьби 2017 | Росія  | вільна боротьба, до 61 кг | Срібло |

### Виступи на Європейських іграх
| Змагання              | Збірна | Вагова категорія          | Місце  |
| --------------------- | ------ | ------------------------- | ------ |
| Європейські ігри 2019 | Росія  | вільна боротьба, до 65 кг | Бронза |

### Виступи на Кубках світу
| Змагання                    | Збірна | Вагова категорія          | Місце |
| --------------------------- | ------ | ------------------------- | ----- |
| Кубок світу з боротьби 2009 | Росія  | вільна боротьба, до 60 кг | 9     |
| Кубок світу з боротьби 2015 | Росія  | вільна боротьба, до 65 кг | 4     |

### Виступи на інших змаганнях
| Змагання                                               | Збірна | Вагова категорія                 | Місце  |
| ------------------------------------------------------ | ------ | -------------------------------- | ------ |
| Гран-прі «Іван Яригін» 2009                            | Росія  | вільна боротьба, до 60 кг        | Срібло |
| Золотий Гран-прі з боротьби 2011 (Красноярськ)         | Росія  | вільна боротьба, до 60 кг        | Бронза |
| Турнір Алі Алієва 2011                                 | Росія  | вільна боротьба, до 60 кг        | 7      |
| Золотий Гран-прі з боротьби 2011 (Баку)                | Росія  | вільна боротьба, до 60 кг        | Бронза |
| Кубок Рамзана Кадирова 2011                            | Росія  | вільна боротьба, до 60 кг        | Золото |
| Золотий Гран-прі з боротьби 2012 (Красноярськ)         | Росія  | вільна боротьба, до 60 кг        | Бронза |
| Золотий Гран-прі з боротьби 2012 (Баку)                | Росія  | вільна боротьба, до 60 кг        | 7      |
| Турнір Алі Алієва 2012                                 | Росія  | вільна боротьба, до 66 кг        | Бронза |
| Київський Міжнародний турнір з боротьби 2013           | Росія  | вільна боротьба, до 66 кг        | Золото |
| Турнір Алі Алієва 2013                                 | Росія  | вільна боротьба, до 66 кг        | 13     |
| Кубок Рамзана Кадирова 2013                            | Росія  | вільна боротьба, до 66 кг        | Золото |
| Гран-прі «Іван Яригін» 2014                            | Росія  | вільна боротьба, до 65 кг        | Бронза |
| Кубок Президента Бурятської Республіки з боротьби 2014 | Росія  | вільна боротьба, до 65 кг        | Золото |
| Турнір Алі Алієва 2014                                 | Росія  | вільна боротьба, до 65 кг        | Золото |
| Турнір «Олімпія» 2014                                  | Росія  | вільна боротьба, до 65 кг        | Золото |
| Золотий Гран-прі з боротьби 2014 (Баку)                | Росія  | вільна боротьба, до 65 кг        | 7      |
| Гран-прі «Іван Яригін» 2015                            | Росія  | вільна боротьба, до 65 кг        | 5      |
| Турнір Алі Алієва 2015                                 | Росія  | вільна боротьба, до 61 кг        | Золото |
| Кубок Рамзана Кадирова 2015                            | Росія  | вільна боротьба, до 61 кг        | Золото |
| Кубок Алроси 2015                                      | Росія  | вільна боротьба, до 65 кг        | Золото |
| Кубок Алроси 2015                                      | Росія  | вільна боротьба, до 61 кг        | Золото |
| Гран-прі «Іван Яригін» 2016                            | Росія  | вільна боротьба, до 61 кг        | Бронза |
| Турнір Степана Саргісяна 2016                          | Росія  | вільна боротьба, до 61 кг        | Золото |
| Кубок Європейських націй з боротьби 2016               | Росія  | команда                          | Срібло |
| Гран-прі «Іван Яригін» 2017                            | Росія  | вільна боротьба, до 61 кг        | Золото |
| Кубок Ахмата Кадирова 2017                             | Росія  | вільна боротьба, до Teamevent кг | Золото |
| Турнір Аланії з боротьби 2017                          | Росія  | вільна боротьба, до 65 кг        | Золото |
| Гран-прі «Іван Яригін» 2018                            | Росія  | вільна боротьба, до 65 кг        | Срібло |
| Чемпіонат Росії з боротьби 2018                        | Росія  | вільна боротьба, до 65 кг        | Золото |
| Меморіал Вацлава Циолковського 2018                    | Росія  | вільна боротьба, до 65 кг        | Золото |
| Кубок Ахмата Кадирова 2018                             | Росія  | команда                          | Золото |
| Гран-прі «Іван Яригін» 2019                            | Росія  | вільна боротьба, до 65 кг        | Золото |
| Гран-прі «Іван Яригін» 2020                            | Росія  | вільна боротьба, до 65 кг        | 8      |